# Björkesåkrasjön
Björkesåkrasjön är en sjö i Lunds kommun och Svedala kommun i Skåne och ingår i Höje ås huvudavrinningsområde. Sjön är 1,5 meter djup, har en yta på 0,708 kvadratkilometer och befinner sig 59 meter över havet. Sjön ligger strax öster om Sturups flygplats. Avrinningen går via Björkesåkraån till Häckebergasjön. Björkesåkrasjön ligger svåråtkomligt och har ett rikt fågelliv.

## Delavrinningsområde
Björkesåkrasjön ingår i delavrinningsområde (615806-134790) som SMHI kallar för Utloppet av Björkesåkrasjön. Medelhöjden är 71 meter över havet och ytan är 16,52 kvadratkilometer. Det finns inga avrinningsområden uppströms utan avrinningsområdet är högsta punkten. Avrinningsområdets utflöde Höje å mynnar i havet. Avrinningsområdet består mestadels av skog (21 %), öppen mark (15 %) och jordbruk (58 %). Avrinningsområdet har 0,69 kvadratkilometer vattenytor vilket ger det en sjöprocent på 4,2 %.